# Acalypha mapirensis
Acalypha mapirensis är en törelväxtart som beskrevs av Ferdinand Albin Pax. Acalypha mapirensis ingår i släktet akalyfor, och familjen törelväxter. Inga underarter finns listade i Catalogue of Life.